# The Light In Between
The Light In Between es el tercer álbum de Chloé Bird, publicado el 18 de septiembre de 2018.

## Listado de canciones
| N.º   | Título                               | Escritor(es)          | Duración |  |
| 1.    | «Kintsugi»                           | Chloé Bird            | 1:33     |  |
| 2.    | «The Light In Between»               | Chloé Bird            | 3:42     |  |
| 3.    | «Big Odd World»                      | Chloé Bird            | 4:12     |  |
| 4.    | «Somebody Else's»                    | Chloé Bird            | 4:28     |  |
| 5.    | «Farewell»                           | Chloé Bird            | 2:46     |  |
| 6.    | «I Learned A Lot From Your Mistakes» | Chloé Bird            | 3:41     |  |
| 7.    | «The Only One I Need»                | Chloé Bird            | 3:31     |  |
| 8.    | «The End Of The Masquerade»          | Chloé Bird            | 3:42     |  |
| 9.    | «Julia»                              | Chloé Bird            | 2:56     |  |
| 10.   | «Calme Sauvage»                      | Chloé Bird, Béa Galia | 3:48     |  |
| 11.   | «Mirror, Mirror»                     | Chloé Bird            | 3:20     |  |
| 12.   | «The Rhythm Of Light»                | Chloé Bird            | 2:49     |  |
| 13.   | «Modern Hallelujah»                  | Chloé Bird            | 5:38     |  |
| 14.   | «Nocturno N.º 1»                     | Chloé Bird, Rui Díaz  | 3:55     |  |
| 50:01 |                                      |                       |          |  |

## Créditos
- Chloé Bird - Voz, piano, ukelele, sintetizadores, arreglos de cuerda
- Elena Domínguez Criado - Violoncelo
- Jara María Roque Díez - Violín
- Manuel Velardo - Guitarra eléctrica
- María Luisa Blanco López - Viola
- Vicky González - Batería, percusiones, marimba, programaciones

- Datos: Q60825550